# حسق
الحَسَق (الاسم العلمي: Priva) هو جنس من النباتات يتبع الفصيلة اللويزية من رتبة الشفويات.

## أنواع الحسق
- حسق أفريقي
- حسق بورتوريكي
- حسق بوليفي
- حسق بيروفي
- حسق خشن السويق
- حسق روكسبوري
- حسق سقطري
- حسق قلبي الأوراق
- حسق كبير الأزهار
- حسق مسلح
- حسق مفتوق الأوراق
- حسق مكسيكي
- حسق ملتصق
- حسق مياري
- حسق همبيرتي
- (الاسم العلمي:Priva auricoccea)
- (الاسم العلمي:Priva bahiensis)
- (الاسم العلمي:Priva curtisiae)
- (الاسم العلمي:Priva domingensis)
- (الاسم العلمي:Priva favargeri)
- (الاسم العلمي:Priva flabelliformis)
- (الاسم العلمي:Priva forskaolaei)
- (الاسم العلمي:Priva ibugana)
- (الاسم العلمي:Priva lappulacea)
- (الاسم العلمي:Priva pedicellata)